# Humphrey Dumbar, le croquemitaine
Humphrey Dumbar, le croquemitaine est une bande dessinée pour enfants parue en 2008.

## Fiche technique
- Scénario :         Emmanuel Civiello
- Dessin & couleur : Emmanuel Civiello
- Éditeur :          Delcourt  (ISBN 978-2-7560-1256-8)
- Collection :       Jeunesse
- Date de parution : 19 mars 2008

## Synopsis
Humphrey Dumbar est un croquemitaine, laid et méchant. Chaque nuit, il se délecte de la peur des enfants, notamment ceux de l'orphelinat de Miss Doloby. Jimmy, petit garçon courageux décide d'en finir en se cachant dans le chaudron du croquemitaine. De retour du pub, Humphrey, ne voyant pas Jimmy, l'envoie accidentellement dans le monde magique.